# مجزرة حفلة عرس مكر الذيب
مجزرة حفلة عرس مكر الذيب يشير إلى هجوم الجيش الأمريكي على حفل زفاف في قرية مكر الذيب الصغيرة في العراق بالقرب من الحدود مع سوريا، في 19 مايو 2004. قتل 42 مدنيا..

## الحادثة
جمع العرس أعضاء من عائلتي ركعة وصباح: أشاد ركات كان العريس ورطبة صباح العروس. أفاد شهود عيان أن القصف الأمريكي بدأ الساعة 3 صباحا. تشير الروايات المحلية إلى مقتل 42 شخصًا، بينهم 11 امرأة و14 طفلاً، أثناء الحادث. أفاد مسؤولون عراقيون بأن 13 طفلاً من بين القتلى. قتل 27 فردا من عائلة ركات الممتدة. وصرح مسؤولون أمريكيون أن الموقع كان «ملجأ مشتبها به لمقاتل أجانب».